# Frankensteins Braut
Frankensteins Braut (Originaltitel Bride of Frankenstein) ist ein US-amerikanisches Horror-Drama aus dem Jahre 1935 und die Fortsetzung des Horrorfilms Frankenstein von 1931, erneut unter der Regie von James Whale.

## Handlung
Mary Shelley, ihr Mann Percy und Lord Byron sitzen in einer stürmischen Nacht beieinander. Byron bedauert, dass die Geschichte von Frankenstein damals so abrupt endete. Mary erzählt daraufhin am Kaminfeuer die Fortsetzung.
Die von Baron Frankenstein aus Leichenteilen erschaffene Kreatur ist dem Anschein nach in einer brennenden Mühle umgekommen. Doch nachdem sich der wütende Mob zerstreut und den nach dem Kampf mit dem Monster schwer verwundeten Baron Frankenstein nach Hause gebracht hat, wühlt sich das Ungeheuer aus den verkohlten Holztrümmern. Schon bald haben die Dorfbewohner wieder Tote und Verletzte zu beklagen. Die ersten Opfer sind die Eltern des im vorherigen Film getöteten Kindes Maria, die sich wirklich vom Tode des Monsters überzeugen wollten und dabei den Tod fanden.
Nachdem die Kreatur zunächst gefangen und in Ketten gelegt wurde, gelingt ihr die Flucht, und sie zieht sich tief in die Wälder zurück, wo sie auf einen blinden Eremiten trifft, der sich des Geschöpfes annimmt. Unter seiner friedlichen Obhut nimmt das Monster immer menschlichere Züge an, lernt sprechen und kann den Genuss von Zigarren, Wein und Musik schätzen. Als eines Tages einige Jäger vorbeikommen, die sich verirrt haben, erkennen sie das Ungeheuer und schießen in ihrem Übereifer darauf. Die Situation eskaliert, und die Hütte des Einsiedlers geht in Flammen auf. Die Kreatur muss erneut fliehen und zieht sich in eine verlassene Gruft zurück.
Dort begegnet das Monster dem wahnsinnigen Dr. Prätorius, einem ehemaligen Lehrer Frankensteins, der ebenfalls von dem Gedanken besessen ist, Leben zu erschaffen. Prätorius versichert sich der Unterstützung der Kreatur, indem er ihr verspricht, eine Gefährtin für sie zu konstruieren. Dazu allerdings benötigt er die Hilfe von Baron Frankenstein, den er kurzerhand mittels Erpressung zur Mitarbeit zwingt. Als zusätzliches Druckmittel hat er Frankensteins Frau Elisabeth entführen lassen.
Gemeinsam gelingt es Frankenstein und Prätorius tatsächlich, eine weibliche Kreatur zu erschaffen. Doch auch sie schreckt voller Grauen vor dem Anblick des Monsters zurück. Aus Wut und Verzweiflung über ihre Reaktion sprengt es sich mitsamt seiner Braut und Prätorius und dem gesamten Labor in die Luft. Nur Baron Frankenstein und Elisabeth, denen die Kreatur aus Mitgefühl die Flucht gestattet hat, überleben.

## Hintergrund
Frankensteins Braut gilt in verschiedener Hinsicht als einer der besten klassischen Universal-Horrorfilme aus den 1930er-Jahren. Die Handlung sprüht trotz einiger Ungereimtheiten im Drehbuch vor Witz und Einfallsreichtum. Die Bauten, vor allem Frankensteins Labor, sind ausgezeichnet und die Schauspieler – allen voran Boris Karloff und Ernest Thesiger – sind in Hochform. Eine tricktechnische Meisterleistung für die damalige Zeit ist die Vorführung von Prätorius’ verkleinerten Menschen (Homunkuli), die er in Gläsern gefangenhält. Auch die leitmotivisch geprägte Filmmusik von Franz Waxman wird verschiedentlich als eine der ersten großen Horrorfilmvertonungen angesehen.
Eine besonders gelungene Pointe: Die Autorin des Frankenstein-Romans, Mary Shelley, die in der Eingangssequenz als Erzählerin zu sehen ist, wird von derselben Darstellerin (Elsa Lanchester) verkörpert wie Frankensteins Braut. Die Zusammenkünfte von Byron und den Shelleys haben tatsächlich stattgefunden. Byron hatte nach einigen Skandalen um seine Person im April 1816 England verlassen und mietete für ein paar Monate Villa Diodati in der Schweiz. Mary W. Shelley soll in der dortigen düsteren Atmosphäre zu ihrem Roman inspiriert worden sein.
Colin Clive starb nach wenigen weiteren, zumeist weniger bedeutenden Auftritten 1937 an Tuberkulose.
Obwohl die Handlung von Frankensteins Braut direkt an den Vorgängerfilm Frankenstein anschließt, gibt es viele Veränderungen, etwa die Kulisse und das Aussehen des Schlosses. Auch einige Rollen kommen zwar erneut vor, aber wurden mit anderen Darstellern besetzt: Dr. Frankensteins Frau spielt Valerie Hobson anstelle von Mae Clarke, den Bürgermeister E. E. Clive anstelle von Lionel Belmore sowie dem Vater des kleinen Mädchens Maria (das im ersten Film getötet wurde) Reginald Barlow anstelle von Michael Mark. Baron Frankenstein, Henrys Vater, ist in diesem Film überhaupt nicht zu sehen, sondern wird nur erwähnt. Baron Frankensteins Darsteller Frederick Kerr war zwischenzeitlich verstorben und die Rolle wurde nicht neu besetzt.

## Kritiken
- „Die Fortsetzung von Universals erstem Frankenstein-Film gilt dank ihrer Darsteller, der Kameraarbeit, Ausstattung, Musik und Stimmung als ein Meisterstück schwarzen Humors.“ – Lexikon des internationalen Films[1]

- „Einer der schönsten Horrorfilme der Filmgeschichte.“ – Süddeutsche Zeitung, München

- „[…] Fortsetzung […], die sich mit dem Vorläufer in puncto Schauereffekte, romantische Schocks, Schauspielerleistung und unterhaltsame Anspielungen auf das Genre durchaus messen kann." (Wertung: 3 Sterne = sehr gut)“ – Adolf Heinzlmeier und Berndt Schulz in Lexikon „Filme im Fernsehen“ (Erweiterte Neuausgabe). Rasch und Röhring, Hamburg 1990, ISBN 3-89136-392-3, S. 245

Der Schriftsteller Stephen King schrieb, dass dieser Film der Idee Mary Shelleys der Doppelrolle des Monsters, das den Leser in „zwei Wesen unterschiedlicher Meinung spalte: der, der den Mutanten steinigen möchte, und den, der die Steine spürt und ob der Ungerechtigkeit aufschreit“, wahrscheinlich am nächsten kam. Hier seien „die existenzialistischeren Sorgen der Monster (der junge Werther mit Bolzen durch den Hals) auf ein weltlicheres, aber emotional kraftvolles Spezifikum reduziert worden: Victor Frankenstein erschafft die Frau [für das Monster] - aber sie mag das urwüchsige Monster nicht. [Sie] schreit auf, als er versucht, sie zu berühren, und unsere ganze Sympathie gilt dem Monster, wenn es das verdammte Labor in Stücke schlägt.“

## Auszeichnungen
- 1936: Gilbert Kurland war für den besten Ton für den Oscar nominiert.
- 1998: Aufnahme in National Film Registry
- 2005: Aufnahme in die Time-Auswahl der besten 100 Filme von 1923 bis 2005

## Synchronisation
Frankensteins Braut kam in Deutschland nie in die Kinos. Die deutsche Erstaufführung war erst am 4. Juni 1970 im Hessischen Rundfunk in einer im Auftrag der ARD angefertigten Synchronbearbeitung.
| Rolle                                              | Darsteller      | Synchronsprecher       |
| -------------------------------------------------- | --------------- | ---------------------- |
| Das Monster                                        | Boris Karloff   | Manfred Meurer         |
| Dr. Henry Frankenstein                             | Colin Clive     | Holger Hagen           |
| Dr. Prätorius                                      | Ernest Thesiger | Siegmar Schneider      |
| Elizabeth Frankenstein                             | Valerie Hobson  | Maria Körber           |
| Mary Wollstonecraft Shelley/Die Braut des Monsters | Elsa Lanchester | Marianne Prenzel       |
| Minnie                                             | Una O’Connor    | Ursula Diestel         |
| Bürgermeister                                      | E. E. Clive     | Erich Fiedler          |
| Eremit                                             | O. P. Heggie    | Ernst Wilhelm Borchert |
| Lord Byron                                         | Gavin Gordon    | Lothar Blumhagen       |
| Percy Bysshe Shelley                               | Douglas Walton  | Manfred Tümmler        |
| Karl                                               | Dwight Frye     | Wolfgang Draeger       |

## Fortsetzungen
Frankensteins Braut sollten noch weitere Fortsetzungen folgen, darunter eine Weitere mit Boris Karloff in der Rolle der künstlich geschaffenen Kreatur. Den Abschluss von Universals Frankenstein-Reihe bildete die Komödie Abbott und Costello treffen Frankenstein, für die Stars wie Lon Chaney jun., Bela Lugosi und Glenn Strange ihre Paraderollen als Wolfsmensch, Dracula und Frankensteins Monster parodieren.
- 1939: Frankensteins Sohn, Regie: Rowland V. Lee, Hauptrolle: Basil Rathbone, Bela Lugosi, Lionel Atwill & Boris Karloff als Kreatur

- 1942: Frankenstein kehrt wieder, Regie: Erle C. Kenton, Hauptrolle: Cedric Hardwicke, Bela Lugosi, Lionel Atwill & Lon Chaney jun. als Kreatur

- 1943: Frankenstein trifft den Wolfsmenschen, Regie: Roy William Neill, Hauptrolle: Lon Chaney jun., Ilona Massey, Lionel Atwill & Bela Lugosi als Kreatur

- 1944: Frankensteins Haus, Regie: Erle C. Kenton, Hauptrolle: Boris Karloff, Lon Chaney jun., John Carradine & Glenn Strange als Kreatur

- 1945: Draculas Haus, Regie: Erle C. Kenton, Hauptrolle: Lon Chaney jun., John Carradine, Onslow Stevens & Glenn Strange als Kreatur

- 1948: Abbott und Costello treffen Frankenstein, Regie: Charles Barton, Hauptrolle: Bud Abbott, Lou Costello, Lon Chaney jun., Bela Lugosi & Glenn Strange als Kreatur